# Courvite de Somalie
Cursorius somalensis
Espèce
Statut de conservation UICN

 LC  : Préoccupation mineure
Le Courvite de Somalie (Rhinoptilus somalensis) est une espèce d'oiseaux limicoles de la famille des Glareolidae.
Cet oiseau vit dans la corne de l'Afrique.

## Taxinomie
D'après la classification de référence (version 14.1, 2024) de l'Union internationale des ornithologues, le Courvite de Somalie possède 5 sous-espèces (ordre philogénique) :
- Cursorius somalensis somalensis Shelley, 1885 ;
- Cursorius somalensis littoralis Erlanger, 1905.